# Moodymann
Moodymann, de son vrai nom Kenny Dixon Jr. (né à Détroit, dans le Michigan), également connu sous le nom de JAN, est un producteur et disc jockey américain de house et deep house, fondateur du label KDJ.
Moodymann a toujours voulu marquer ses compositions de l'empreinte des musiques issues de la culture afro-américaine et ainsi rappeler leur filiation directe avec la house et la techno. I Can't Kick this Feelin' When It Hits par exemple, inspiré par le titre I Want Your Love de Chic, est un de ses morceaux les plus connus.
Il est actuellement le DJ Résident de la boîte de nuit du casino The Music Locker, depuis le 15 décembre 2020 sur le jeu vidéo Grand Theft Auto V au nouveau DLC Cayo Perico.

## Biographie

### Jeunesse
Moodymann est né à Los Angeles, en Californie. À l'âge de trois semaines, sa mère est retournée avec lui à Détroit, d'où ses deux parents sont originaires. Enfant, Moodymann fréquente les patinoires. Adolescent, il joue de la batterie dans le club de jazz de son grand-père, âgé de 55 ans, mais en est rapidement écarté pour manque de talent.
Avant de se lancer dans la house et la techno, Moodymann vend des rythmes à des artistes hip-hop locaux, dont A.W.O.L., Detroit's Most Wanted, The Riddler, B-Def et Smiley. « On pouvait faire 10 beats par jour ; on avait l'habitude d'avoir des cassettes qui traînaient partout. J'étais tellement heureux de produire des choses », déclare-t-il à Mixmag en 2023. Le soir, Moodymann est DJ dans des soirées à domicile.
Moodymann sort son premier disque sous son nom de scène actuel en 1992. Cependant, le disque ne reçoit aucune réponse du public, car Moodymann a bâclé la production. Ne sachant pas qu'une face du disque ne pouvait contenir que quinze minutes d'audio, il enregistre trente minutes sur chaque face, ce qui a donné des disques qui ont produit un effet de larsen. À cette époque, Moodymann ne possède aucun équipement musical. Il fait toute sa musique avec des instruments empruntés ou en enregistrant discrètement des pistes sur des instruments achetés à Guitar Center.
Au milieu des années 1990, Moodymann travaille comme DJ résident à l'Outcast Motorcycle Club, un club de motards noirs hors-la-loi à Détroit. Tout en produisant de la musique, Moodymann a également travaillé dans plusieurs disquaires, dont celui de Blake Baxter, un des premiers producteurs de techno de Détroit. Les collègues de Moodymann lui suggèrent d'utiliser le nom « Moodymann », un dérivé de son surnom depuis l'enfance, Moody.

### Carrière
En 1994, Moodymann lance officiellement son propre label discographique indépendant, KDJ Records, avec la sortie de son EP Moody Trax. Peu après, il sort The Day We Lost the Soul (1995), un hommage à Marvin Gaye. Il enchaîne avec Don't Be Misled (1996) et I Can't Kick this Feelin When It Hits (1997). En raison des contraintes financières des débuts du label, les enregistrements varient en longueur de piste, en édition et en mixage.
En 1997, Moodymann sort son premier album, Silentintroduction, sur Planet E Communications. Il compile les titres précédemment publiés sur son propre label KDJ Records. Parmi les dix titres de l'album, Moodymann inclut I Can't Kick this Feeling When It Hits, un classique de la techno qui sample le tube disco I Want Your Love de Chic, sorti en 1978. Silentintroduction sample également du jazz, incorpore du spoken word et revient aux racines techno de Moodymann. Il inclut des bruits de foule, des bavardages et des voix. Il publie Mahogany Brown en 1998, Forevernevermore en 2000 et Silence in the Secret Garden en 2003.
En 2012, il publie Picture This en téléchargement gratuit, suivi d'ABCD en 2013. Son album éponyme, Moodymann, est publié en 2014. Il publie Sinner en 2019 et Taken Away en 2020. En décembre 2020, Moodymann présente une version fictive de lui-même dans le jeu vidéo Grand Theft Auto Online dans le cadre d'une mise à jour ; il est l'un des DJ résidents de la boîte de nuit nouvellement ouverte appelée Music Locker ; il apparait ensuite dans une mise à jour de juillet 2021, sous le pseudonyme de « KDJ ». Avec sa petite amie fictive Sessanta, il devient membre du LS Car Meet underground et fournit au joueur plusieurs contrats Moodymann a produit Kenny's Backyard Boogie Mix — une playlist de house, soul, hip-hop et d'autres genres — pour le jeu.

## Discographie

### Albums studio
- 1997 : Silentintroduction
- 1998 : Mahogany Brown
- 2000 : Forevernevermore
- 2003 : Silence in the Secret Garden
- 2004 : Black Mahogani
- 2004 : Black Mahogani II
- 2008 : Det.riot '67
- 2009 : Anotha Black Sunday
- 2012 : Picture This
- 2012 : ABCD
- 2014 : Moodymann
- 2019 : Sinner
- 2020 : Taken Away

### DJ mixes
- 2006 : Moodymann Collection
- 2016 : DJ-Kicks

### EP
- 2001 : The Telephone
- 2002 : I Guess U Never Been Lonely

### Singles
- "I Like It" b/w "Emotional Content" (1994)
- "Moodymann" (1995)
- "Long Hot Sex Nights" b/w "The Dancer" (1995)
- "The Day We Lost the Soul" (1995)
- "Don't Be Misled!" (1996)
- "I Can't Kick This Feelin When It Hits" b/w "Music People" (1997)
- "U Can Dance If U Want 2" (1997)
- "In Loving Memory" (1997)
- "Dem Young Sconies" b/w "Bosconi" (1997)
- "Silent Introduction" (1997)
- "J.A.N." (1997)
- "Music Is..." (1997)
- "Joy Pt. II" (1997)
- "Amerika" (1997)
- "Forevernevermore" (1998)
- "Just Anotha Black Sunday Morning with Grandma" (1998)
- "Sunday Morning" b/w "Track Four" (1998)
- "Black Mahogany" (1998)
- "Shades of Jae" (1999)
- "The Thief That Stole My Sad Days... Ya Blessin' Me" (1999)
- "Don't You Want My Love" (2000)
- "Deleted Rehearsals" (2000)
- "Analog: Live" (2000)
- "J.A.N." (2001)
- "Nmywagon" (2001)
- "Sweet Yesterday" (2003)
- "Shattered Dreams" (2003)
- "Silence in the Secret Garden" (2003)
- "Untitled" (2004)
- "Ampapella" (2005)
- "How Sweed It Is" (2005)
- "I'd Rather Be Lonely" (2007)
- "Technologystolemyvinyle" (2007)
- "Ol' Dirty Vinyl" (2010)
- "Freeki Mutha F*cker (All I Need Is U)" (2011)
- "Why Do U Feel" (2012)
- "Sloppy Cosmic" b/w "Hangover" (2014)
- "Pitch Black City Reunion" (2018)

### Productions
- 2001 : Norma Jean Bell - Yes I Am (I'm Gonna Get You), Nobody et Mystery, extrait de Come into My Room
- 2008 : José James - Desire (Moodymann Remix), extrait de Desire and Love
- 2009 : Andres - II
- 2010 : Rick Wilhite - Drum Patterns and Memories (Moodymann Mix), extrait de The Godson and Soul Edge
- 2010: José James - Detroit Loveletter, extrait de Blackmagic
- 2013 : Junior Boys - Banana Ripple (Moodymann Remix), extrait de Even Truer